# Perevodciîkove, Șîșakî
Perevodciîkove (în ucraineană Переводчикове) este un sat în comuna Prîșîb din raionul Șîșakî, regiunea Poltava, Ucraina.

## Demografie
Componența lingvistică a localității Perevodciîkove
     Ucraineană (98,88%)
     Rusă (1,12%)
Conform recensământului din 2001, majoritatea populației localității Perevodciîkove era vorbitoare de ucraineană (98,88%), existând în minoritate și vorbitori de rusă (1,12%).